# Лойд Банкс
Кристофър Чарлс Лойд (на английски: Christopher Charles Lloyd), по-известен като Лойд Банкс (на английски: Lloyd Banks), е американски рапър и член на рап групата „Джи юнит“. Заедно с 50 cent и още двама приятели създават рап групата през 1999 г. „Джи юнит“ издават албумите си Beg for Mercy през 2003 и T.O.S през 2008 г. Първият му солов албум е Hunger For More през 2004 г., а през 2006 издава втория си албум Rotten Apple. През 2009 г. напуска Интерскоуп Рекърдс. След година „Джи юнит“ подписва с музикалната компания И Ем Ай, където на 22 ноември 2010 г. издава третия си албум Hunger For More 2.

## Ранни години
Лойд Банкс е роден на 30 април 1982 г. в Балтимор, Мериленд. Израства в Куинс, Ню Йорк. Неговата майка е пуерториканка, а баща му е афроамериканец. Родители му не се женят. Баща му прекарва по-голямата част от детските му години в затвора и изоставя Кристофър и неговата майка. След това Лойд е оставен да се грижи за по-малките си братя, докато майка му отсъства.
Банкс пише стихове, докато е още млад, и започва да пее римите си по улиците на Ню-Йорк. Израства в компанията на Tony Yayo и 50 Cent, с които обикновено пеят заедно. Посещава August Martin High School но, когато е 16-годишен, е отстранен от училище. Втората част от името е името на дядо му Банкс, и с това име излиза на сцената.

## Кариера

### G-unit
G-unit е основана от Лойд Банкс, 50 Cent и Tony Yayo. Към тях се присъединява Young Buck след като 50 Cent подписва договор с Aftermath Entertainment. Скоро момчетата започват с гангстерски рап и стават любимци на всички.
Скоро 50 Cent записва албумът Get Rich or Die Tryin продуциран от Dr.Dre. В този албум Банкс участва в дуета Don't Push Me. Скоро след това групата прави самостоятелен лейбъл – G-Unit Records. Първият им албум Beg for Mercy излиза през ноември 2003 и достига двоен платинен статус.

### Дебютен албум
The Hunger for More е албумът, който носи голяма слава на Лойд. Продадени са над 433 000 копия само за първата седмица след пускането му на пазара, с което албума влиза в Билборд 100 за най-продавани албуми.

### Втори албум
Rotten Apple – албумът е считан за по-добър от дебютния му. Хитът Hands Up с 50 Cent е дебютният сингъл изкачил се дълготрайно в класациите до първа позиция.

### Напускане наInterscope Records
Банкс напуска музикалната компания през 2009 г., но все още има договор с предишната си компания Джи юнит Records. На 27-ия си рожден ден издава нова микс касета наречена V5. Година по-късно през 2010 г., Interscope Records отново му предлага договор, но той отказва и издава 3-тия си албум под Джи юнит The Hunger For More 2.

### Трети албум и сделката сEMI Records
През 2010 г. издава новата си песен Beamer, Benz, or Bentley заедно с Juelz Santana. Песента е хит и една от най-успешните на Банкс, поставен на 49-о място на Билборд Хот 100 през юни. След като напуска Interscope Records през 2009 г., през август 2010 г. Банкс казва, че EMI Records e направил сделка с G-Unit Records.

## Дискография
- Beg for Mercy (2003) (with G-Unit)
- The Hunger for More (2004)
- Rotten Apple (2006)
- T·O·S (Terminate on Sight) (with G-Unit) (2008)
- H.F.M. 2 (The Hunger for More 2) (2010)